# Тит Флавий Салустий Пелигниан
Тит Флавий Салустий Пелигниан (на латински: Titus Flavius Sallustius Paelignianus) e политик и сенатор на Римската империя през 3 век.
През 231 г. Пелигниан e консул заедно с Луций Тиберий Клавдий Помпеян.